# Blues luizjański
Blues luizjański (ang. Louisiana Blues) – regionalny gatunek bluesa rozwijający się na południu Stanów Zjednoczonych, charakteryzujący się ciężkim rytmem, co dodawało muzyce mroku. Blues luizjański dał początek bardziej popularnemu podgatunkowi swamp bluesowi.
Do najważniejszych muzyków bluesa luizjańskiego należą:
- Nathan Abshire
- Marcia Ball
- Guitar Junior
- Slim Harpo
- Lazy Lester
- Lightnin’ Slim
- Lonesome Sundown
- Raful Neal
- Rockin' Tabby Thomas
- Leroy Washington
- Katie Webster
- Robert Pete Williams

## Dyskografia
- Dyskografia bluesowa